# Den skjulte Skat
Den skjulte Skat (også af DFI omtalt som Dr. Nikola I) er en dansk stum kriminal-dramafilm fra 1909 produceret af Nordisk Films Kompagni og instrueret af Viggo Larsen. Filmen er den første af tre film fra 1909 med August Blom i rollen som Dr. Nikola.
Filmen havde dansk premiere den 13. september 1909 og havde premiere i USA under titlen The Hidden Treasure den 16. april 1910.

## Handling
Tre skattejægere kommer i besiddelse af et dokument, der beskriver placeringen af en skat, der er gemt væk i en næsten utilgængelig del af et bjergrigt land. Mens de tre lægger planer på en lille kro, kommer den berømte Dr. Nikola ind og hører om deres hensigter. Han bemærker, at kun én af de tre mænd er kvalificeret til en sådan skattejagt, og han beslutter, med hjælp fra denne mand, selv at søge skatten. Dr. Nikola går igen, men sender kort efter en af sine kinesiske tjenere til kroen med besked om at anmode den kvalificerede mand til at besøge Dr. Nikola med det samme. Da manden ankommer til Dr. Nikola, bliver han overtalt til at søge skatten sammen med Dr. Nikola, der forklarer, at han er mere erfaren end de to andre mænd i sådanne sager. Skattejægeren lader sig overtale. De to andre finder dog ud af, at de er blevet forrådt, og beslutter sig for at tage hævn. I al hemmelighed går de ombord på dampskibet, hvorpå Dr. Nikola og deres forræder er passagerer, og de to placerer en helvedesmaskine i skibets lastrum. Dr. Nikola, der altid er forberedt på det værste, dukker pludselig op bag dem og tvinger dem til at kaste maskinen over bord. Senere, da Dr. Nikola overnatter på lille kro ude på landet, sender de to forsmåede skattejægere en slyngel ind på hans værelse med den hensigt at overfalde ham. Men Dr. Nikola venter på sin overfaldsmand og hypnotiserer ham, så snart han kommer ind i rummet. Til sidst når Dr. Nikola og hans mand frem til skatten, og ankommer på stedet lige før de to andre, som dog er udmattede efter deres anstrengelser. Som en sidste udvej forsøger de at få fat på skatten i Dr. Nikolas hjem. Men Dr. Nikolas har atter kontrol over situationen, og for helt at sætte en stopper for deres spil, overdrager han dem til politiet.

## Medvirkende
- August Blom som Doktor Nikola
- Elith Pio
- Aage Brandt
- Sofus Wolder
- Franz Skondrup
- Carl Johan Lundqvist